# قرار مجلس الأمن التابع للأمم المتحدة رقم 195
قرار مجلس الأمن التابع للأمم المتحدة رقم 195، الذي اعتمد في 9 أكتوبر 1964، بعد النظر في طلب مالاوي للانضمام إلى عضوية الأمم المتحدة، أوصى المجلس الجمعية العامة بقبول مالاوي.